# Filippa av Toulouse
Filippa Maude av Toulouse, född 1073, död 28 november 1118, också känd som Philippa de Rouergue, var regerande fransk vasallgrevinna av Toulouse två gånger: 1098-1101 och 1112-1116. Hon var även hertiginna av Akvitanien som gift med hertig Wilhelm IX av Akvitanien. Filippa antogs länge ha varit gift med kung Sancho Ramirez av Aragonien, men detta förmodas numera inte vara sant. Hon fungerade som regent även i Akvitanien under makens frånvaro. 

## Biografi
Filippa var enda barnet till greve Vilhelm IV av Toulouse och Emma av Mortain. Som sin fars enda legitima barn var hon hans tronarvinge enligt lagen i Toulouse. 
År 1088 gav sig fadern av på pilgrimsfärd, och utnämnde Filippas farbror Raimond av St Gilles till regent i sin frånvaro. Efter hennes fars död 1094 erövrade hennes farbror tronen och ignorerade Filippas arvsrätt som tronarvinge. Senare samma år gifte hon sig med Wilhelm IX av Akvitanien. 
År 1098 kunde Filippa erövra Toulouse med makens hjälp och förklara sig regerande grevinna av Toulouse. Hon var sedan regent i såväl Toulouse som i Akvitanien då maken deltog i korståget. År 1101 pantsatte maken Toulouse till hennes kusin Bertrand av Toulouse, och hon tvingades därför abdikera. År 1112 återerövrade maken Toulouse och hon kunde därför återigen installera sig som dess monark. Hon regerade Toulouse på plats fram till 1114, då hon återvände till Akvitanien. 
Vid sin återkomst till maken upptäckte hon att han hade installerat en mätress under hennes frånvaro. Hon protesterade utan framgång. År 1116 abdikerade hon och gick i kloster. 